# Majlinda Kelmendiová
Majlinda Kelmendiová (albánsky Majlinda Kelmendi; * 9. května 1991 Peć, Jugoslávie) je kosovská zápasnice – judistka albánské národnosti. Do přijetí Kosova mezi členy Mezinárodního olympijského výboru (MOV) v prosinci 2014 reprezentovala jako majitelka albánského pasu Albánii nebo startovala pod vlajkou Mezinárodní judistické federace (IJF). V zemích které rezolutně odmítají suverenitu Kosova stále startuje pod vlajkou IJF a v případě vítězství jí hraje olympijská hymna.

## Sportovní kariéra
S judem začínala v 8 letech v rodné Peći. Přípravuje se pod vedením Dritona Kuky. Po vyhlášení nezávislosti Kosova v roce 2008 je nucena spojit sportovní kariéru s politickou jako zástupkyně státního útvaru, který řada zemí neuznává. V roce 2012 se kvalifikovala na olympijské hry v Londýně jako favoritka na jednu z medailí. Původně měla startovat pod vlajkou Mezinárodního olympijského výboru, ale nakonec došlo k dohodě s Albánským olympijským výborem a na olympijských hrách startovala jako reprezentantka Albánie. Po přesvědčivé výhře nad Finkou Jaanou Sundbergovou narazila ve druhém kole na mezinárodně neznámou reprezentantku Mauriciu Christianne Legentilovou. Zápas měla od úvodu pod kontrolou a po minutě se ujala po uči-matě vedení na wazari. V dalších minutách usilovala o ippon, ale v polovině zápasu podcenila sílu paží Mauricijky, která jí kontrovala na ippon. První polovinu roku 2015 vynechala kvůli operaci kolene a následné rekonvalescenci, na tatami se vrátila v září. V roce 2016 startovala na olympijských hrách v Riu a od úvodních kol potvrzovala roli favoritky. V semifinále nepustila do úchopu svojí největší soupeřku Japonku Misato Nakamuraovou, ve finále si pohlídala tvrdé judo Italky Odetty Giuffridaové a získala pro Kosovo první zlatou olympijskou medaili.

### Vítězství
- 2010 - 1x světový pohár (Tunis)
- 2011 - 3x světový pohár (Řím, Minsk, Abú Zabí)
- 2012 - 2x světový pohár (Istanbul, Abú Zabí)
- 2013 - 2x světový pohár (Düsseldorf, Samsun), turnaj mistrů (Ťumeň)
- 2014 - 4x světový pohár (Paříž, Samsun, Budapešť, Abú Zabí)
- 2015 - 2x světový pohár (Lisabon, Paříž)
- 2016 - 1x světový pohár (Paříž)

## Výsledky
| Olympijské hry     |     |     |     | úč. |    |    |   | 1. |    |   |    |  |  |  |  |  |  |  |  |  |  |  |  |  |  |
| Mistrovství světa  | úč. | úč. | úč. |     | 1. | 1. | — |    | 5. | — |    |  |  |  |  |  |  |  |  |  |  |  |  |  |  |
| Evropské hry       |     |     |     |     |    |    | — |    |    |   | 1. |  |  |  |  |  |  |  |  |  |  |  |  |  |  |
| Mistrovství Evropy | úč. | úč. | úč. | —   | 3. | 1. | — | 1. | 1. | — | 1. |  |  |  |  |  |  |  |  |  |  |  |  |  |  |
| ME do 23 let       | —   | —   | —   | 1.  | —  |    |   |    |    |   |    |  |  |  |  |  |  |  |  |  |  |  |  |  |  |
| MS juniorů         | 1.  | 5.  |     |     |    |    |   |    |    |   |    |  |  |  |  |  |  |  |  |  |  |  |  |  |  |
| ME juniorů         | 1.  | 1.  |     |     |    |    |   |    |    |   |    |  |  |  |  |  |  |  |  |  |  |  |  |  |  |